# Elia Canales Martín
Elia Canales Martín (El Catllar, Tarragonès, 25 de juny de 2001) és una esportista catalana que competeix, representant a la federació espanyola, en tir amb arc, en la modalitat d'arc recorbat. Ha participat en 1 Olimpíada. A més, ha guanyat 3 medalles en els Campionats del Món i 2 medalles (1 d'or) en els Jocs Europeus de Cracòvia 2023.

### Inicis esportius
Elia Canales es va iniciar al món del Tir amb arc per accident, ja que quant tenia 12 anys es va trencar el turmell en un campament i de les poques coses que podia fer era practicar l'esport. Poc temps després ingressava en el club TAU de Tarragona i disputava el mundial infantil de 2014 a Marràqueix, quedant en una sorprenent 5a posició. Des d'aleshores va començar a guanyar títols a nivell nacional i espanyol i també, amb només 15 anys, va arribar a quarts de final al mundial júnior de 2016 a Nimes.

### 2018 - 2020 Primers èxits internacionals
A finals de 2017, es canvia al Club de Tir amb arc de Constantí i participa en el Mundial cadet de Rosario, on aconsegueix una plaça per participar en els Jocs Olímpics de la Juventut de 2018. En aquesta edició, celebrada a Buenos Aires, aconsegueix la medalla de plata en la prova individual.
El març de 2019 aconseguia un nou rècord d'Espanya, en categoria absoluta, amb una puntuació de 674 punts. El mes de maig aconsegueix una de les grans fites de la seva carrera, en guanyar una prova de la Copa del Món per equips mixt (juntament al gallec Miguel Alvariño), disputada a Antalya.
L'any 2020, amb només 18 anys i mentre preparava la selectivitat, va estar a punt de classificar-se pels Jocs Olímpics de Tòquio 2020, tot i que l'aturada de la competició a causa del Covid-19 i l'eliminació de la seva prova favorita dels jocs, ho van impedir.

### 2021 - 2023: Or als Jocs Europeus
El 2021 començava amb una medalla d'or en la prova individual del Gran Premi d'Europa celebrat a Antalya. El mes de juny participava al Campionat d'Europa, celebrat a la ciutat turca d'Antalya i aconseguia la medalla de plata en la prova d'equips mixt, al costat de l'arquer espanyol Pablo Acha. En la prova individual, tot i aconseguir la 2a posició en el rànquing classificatori, amb una puntuació de 661 punts, va caure eliminada als vuitens de final davant l'alemanya Michelle Kroppen, mentre que en la competició d'equips femení va caure eliminada als quarts de final contra l'equip de Dinamarca. En el torneig preolímpic no aconseguia classificar-se pels Jocs Olímpics de Tòquio, amb l'equip espanyol femení. En el Campionat del Món disputat a Yankton, Estats Units, Canales va aconseguir la 10a posició en la ronda classificatòria amb 633 punts, tot i que va caure eliminada en la 2a ronda de les eliminatòries. En la prova d'equips femení va caure eliminada a la 1a ronda, mentre que en al prova d'equips mixt va ser eliminada en la 2a ronda.
El 2022 va participar en el Campionat d'Europa disputat a Múnic, on va aconseguir la 8a plaça a la ronda classificatòria amb 656 punts. En la prova individual, va quedar en 7a posició, caient als quarts de final contra l'alemanya Michelle Kroppen i en la prova d'equips femení també va arribar als quarts de final.
L'any 2023 començava amb una medalla de plata al Campionat del Món Indoor, celebrat a Las Vegas. El mes de juny, als Jocs Europeus de Cracòvia, va aconseguir un dels seus millors resultats fins al moment. En la prova individual va aconseguir la medalla de plata, només perdent el partit de la final contra l'anglesa Penny Healey. En la prova d'equips mixt, va guanyar la medalla d'or, juntament amb el seu company gallec Miguel Alvariño. Aquesta victòria els hi va assegurar una plaça als Jocs Olímpics de París de l'any següent. En el Campionat del Món celebrat a Berlín, va obtenir 649 punts en la classificació i la 20a posició. En la prova individual va ser eliminada en vuitens de final per la japonesa An San, mentre que va ser eliminada a 1/8 de final en la prova d'equips femení i a la 1a ronda en els equips mixt.

### 2024: Participació a les primeres Olimpíades
El maig de 2024, Canales va guanyar la medalla de plata en el Campionat d'Europa celebrat a Essen, perdent en la fletxa de desempat de la final contra l'alemanya Katharina Bauer. En el seu debut en unes Olimpíades, amb només 23 anys, va quedar en 16a posició en la ronda classificatòria amb 662 punts. Tot i això, en la prova individual va caure en la 1a ronda per un contundent 6-0, contra l'anglesa de només 16 anys, Megan Havers. En la prova d'equips mixt, juntament amb el seu company Pablo Acha, van aconseguir un diploma olímpic després de caure eliminats als quarts de final. Aquell mateix estiu, com a mostra de reconeixement fou la pregonera de la Festa Major del seu poble natal, El Catllar.

### Vida personal
Actualment està estudiant Màrqueting a la Universitat Catòlica de Murcia (UCAM), tot i que antigament havia començat la carrera d'Enginyeria Mecànica a la Universitat Politècnica de Madrid (UPM), tot i que ho va haver de deixar per la dificultat en compaginar-ho amb els entrenaments. Destaca la seva potència, tot i que li han de fer arcs a mida perquè té els braços curts.

## Trajectòria professional
| Jocs Olímpics      | Jocs Olímpics | Jocs Olímpics | Jocs Olímpics |
| Any                | Seu           | Posició       | Prova         |
| ------------------ | ------------- | ------------- | ------------- |
| 2024               | París         | 1/32 final    | Individual    |
| 2024               | París         | 8a posició    | Equips mixt   |
| Campionat del Món  |               |               |               |
| 2021               | Yankton       | 2a ronda      | Individual    |
| 2021               | Yankton       | 1a ronda      | Equips femení |
| 2021               | Yankton       | 2a ronda      | Equips mixt   |
| 2023               | Berlín        | 1/8 final     | Individual    |
| 2023               | Berlín        | 1/8 final     | Equips femení |
| 2023               | Berlín        | 1a ronda      | Equips mixt   |
| Campionat d'Europa |               |               |               |
| 2021               | Antalya       | 1/8 final     | Individual    |
| 2021               | Antalya       | 1/4 final     | Equips femení |
| 2021               | Antalya       | 2             | Equips mixt   |
| 2022               | Múnic         | 7a posició    | Individual    |
| 2022               | Múnic         | 1/4 final     | Equips femení |
| 2024               | Essen         | 2             | Individual    |
| 2024               | Essen         | 1/4 final     | Equips femení |
| 2024               | Essen         | 1/8 final     | Equips mixt   |
| Jocs Europeus      |               |               |               |
| 2023               | Cracòvia      | 2             | Individual    |
| 2023               | Cracòvia      | 1             | Equips mixt   |